# Mînivka (Zavorsklo), Poltava
Mînivka (în ucraineană Минівка) este un sat în comuna Zavorsklo din raionul Poltava, regiunea Poltava, Ucraina.

## Demografie
Componența lingvistică a localității Mînivka
     Ucraineană (95,09%)
     Rusă (4,46%)
     Alte limbi (0,45%)
Conform recensământului din 2001, majoritatea populației localității Mînivka era vorbitoare de ucraineană (95,09%), existând în minoritate și vorbitori de rusă (4,46%).